# 틴 토이
틴 토이(Tin Toy)는 미국에서 제작된 존 라세터 감독의 1988년 애니메이션, 코미디, 가족, 판타지 영화이다. 이 영화의 분량은 5분이며 틴 원맨 밴드 장난감 티니(Tinny)가 출연하며 아기 빌리(Billy)로부터 탈출을 시도한다.

## 줄거리
거실에서 장난감 원맨 밴드 연주자인 티니는 주위를 둘러보다가 빌리라는 아기가 오는 것을 본다. 처음에는 빌리가 자신을 가지고 놀 생각에 기뻐하지만, 곧 아기가 얼마나 파괴적일 수 있는지 알게 된다. 티니가 빌리의 손이 닿지 않는 곳으로 걸어 나가려고 할 때, 등에 있는 악기들이 연주되기 시작하여 빌리의 주의를 끈다. 티니는 도망치기 시작하지만 빌리의 추격을 받는다. 신이 난 빌리가 그를 쫓는 동안, 티니는 곧 소파 밑으로 숨어든다. 그곳에서 그는 숨어 있는 장난감들을 발견하는데, 그들도 빌리를 두려워하는 듯하다. 너무 겁에 질려 나올 수 없는 그들은 티니와 같은 경험을 겪었다. 그러나 빌리는 여전히 이 사실을 모른 채 실수로 넘어지며, 티니를 찾아다니다가 마루 바닥에 얼굴을 부딪히고는 조용히 땅에 누워 울기 시작한다. 아기를 불쌍히 여긴 티니는 이를 보고 다른 장난감들도 보지만, 소파 안식처를 떠나 그의 분노가 얼마나 오래 지속되든 상관없이 그를 돕기로 결심하고, 빌리 근처에서 연주하여 그를 진정시킨다. 이를 본 빌리는 울음을 멈추고 티니를 집어 들어 놀기 시작하는데, 티니는 최악의 상황을 두려워한다. 그러나 빌리는 곧 장난감을 놓아주고 티니의 포장지에 더 관심을 보이며 티니를 무시하고, 티니가 들어 있던 상자를 가지고 논다. 이에 티니는 화가 나서 다시 음악을 연주하며, 빌리에게 눈에 띄려고 빌리 주변을 쫓아다니고 그를 쫓으려 하지만, 여전히 화가 나고 무시당하며, 빌리가 어디를 가든 티니가 그를 쫓아다니며 빌리를 멈추려 한다. 결국 얼굴이 이제 쇼핑백으로 덮인 빌리는 방을 떠나고, 티니가 그 뒤를 따르며 크레딧이 올라간다. 빌리와 티니가 방을 나가자, 붕 소리와 함께 만화 같은 눈 깜박임 소리가 들린다 (아마 TV에서 나는 소리인 듯하다). 이어서 팅 하는 소리가 들린다. 크레딧이 올라간 후, 소파 밑에 있던 새로이 낙천적인 장난감들이 안전하게 밖으로 나올 수 있게 되고, 화면이 검은색으로 바뀌며 빌리가 "잘가!"라고 말한 후 영화가 끝난다.

## 수상

### 아카데미상
- 1988년 - 아카데미 단편 애니메이션상

### 기타 상
- 1989년 - 시애틀 국제 영화제 - 단편 영화(Best Short Film)
- 1989년 - World Animation Celebration - 컴퓨터 지원 애니메이션(Best Computer-Assisted Animation)
- 2003년 - 미국 국립영화등기부